# Mapeop (Ort)
Mapeop ist ein osttimoresischer Ort im Suco Sibuni (Verwaltungsamt Bobonaro, Gemeinde Bobonaro). Er liegt im Zentrum der Aldeia Mapeop, auf einer Meereshöhe von 1035 m, am Südhang des Berges Mapeop. Nordöstlich liegt das Dorf Sibuni.
Im Dorf befinden sich der eine Grundschule.